# Cazoulès
Cazoulès (okzitanisch: Casolés) ist eine ehemalige südwestfranzösische Gemeinde mit 453 Einwohnern (Stand 1. Januar 2022) in der alten Kulturlandschaft des Périgord im Département Dordogne in der Region Nouvelle-Aquitaine.
Der Erlass vom 1. Oktober 2021 legte mit Wirkung zum 1. Januar 2022 die Eingliederung von Cazoulès als Commune déléguée zusammen mit den früheren Gemeinden Peyrillac-et-Millac und Orliaguet zur neuen Commune nouvelle Pechs-de-l’Espérance fest.

## Lage
Cazoulès liegt an der östlichen Grenze des Départements zum benachbarten Département Lot auf dem Nordufer der Dordogne in einer Höhe von ca. 100 m ü. d. M. etwa 17 Kilometer östlich von Sarlat-la-Canéda und ca. 65 Kilometer südöstlich von Périgueux. Die Kleinstadt Souillac ist nur etwa vier Kilometer in östlicher Richtung entfernt.
Umgeben wird Cazoulès von den Nachbargemeinden und der Commune déléguée:
|                                        | Souillac (Lot)                              |              |
| Peyrillac-et-Millac (Commune déléguée) | Kompassrose, die auf Nachbargemeinden zeigt | Lanzac (Lot) |
|                                        | Le Roc (Lot)                                |              |

## Bevölkerungsentwicklung
| Jahr      | 1962 | 1968 | 1975 | 1982 | 1990 | 1999 | 2006 | 2013 | 2022 |
| --------- | ---- | ---- | ---- | ---- | ---- | ---- | ---- | ---- | ---- |
| Einwohner | 324  | 307  | 327  | 381  | 397  | 436  | 437  | 470  | 453  |

Im 19. Jahrhundert stieg die Einwohnerzahl des Ortes von zunächst etwa 220 auf gut 500 an. Die Reblauskrise im Weinbau und der Verlust von Arbeitsplätzen durch die Mechanisierung der Landwirtschaft haben seitdem zu einem kontinuierlichen Bevölkerungsrückgang geführt, der erst in den letzten Jahrzehnten zum Stillstand gekommen ist.

## Wirtschaft
Bis in die heutige Zeit spielt die Landwirtschaft die größte Rolle im Wirtschaftsleben der Gemeinde: Der ehemals auch hier betriebene Weinbau ist jedoch nach der Reblauskrise gänzlich aufgegeben worden; Tabak und Mais sind ebenfalls auf dem Rückzug – stattdessen dominieren Felder und Weiden, aber auch Walnuss-, Eßkastanien- und Obstbäume die Region. Auch Gänseleberpastete und Trüffel zählen zu den regionalen Spezialitäten. Einige leerstehende Häuser werden als Ferienwohnungen (gîtes) vermietet.

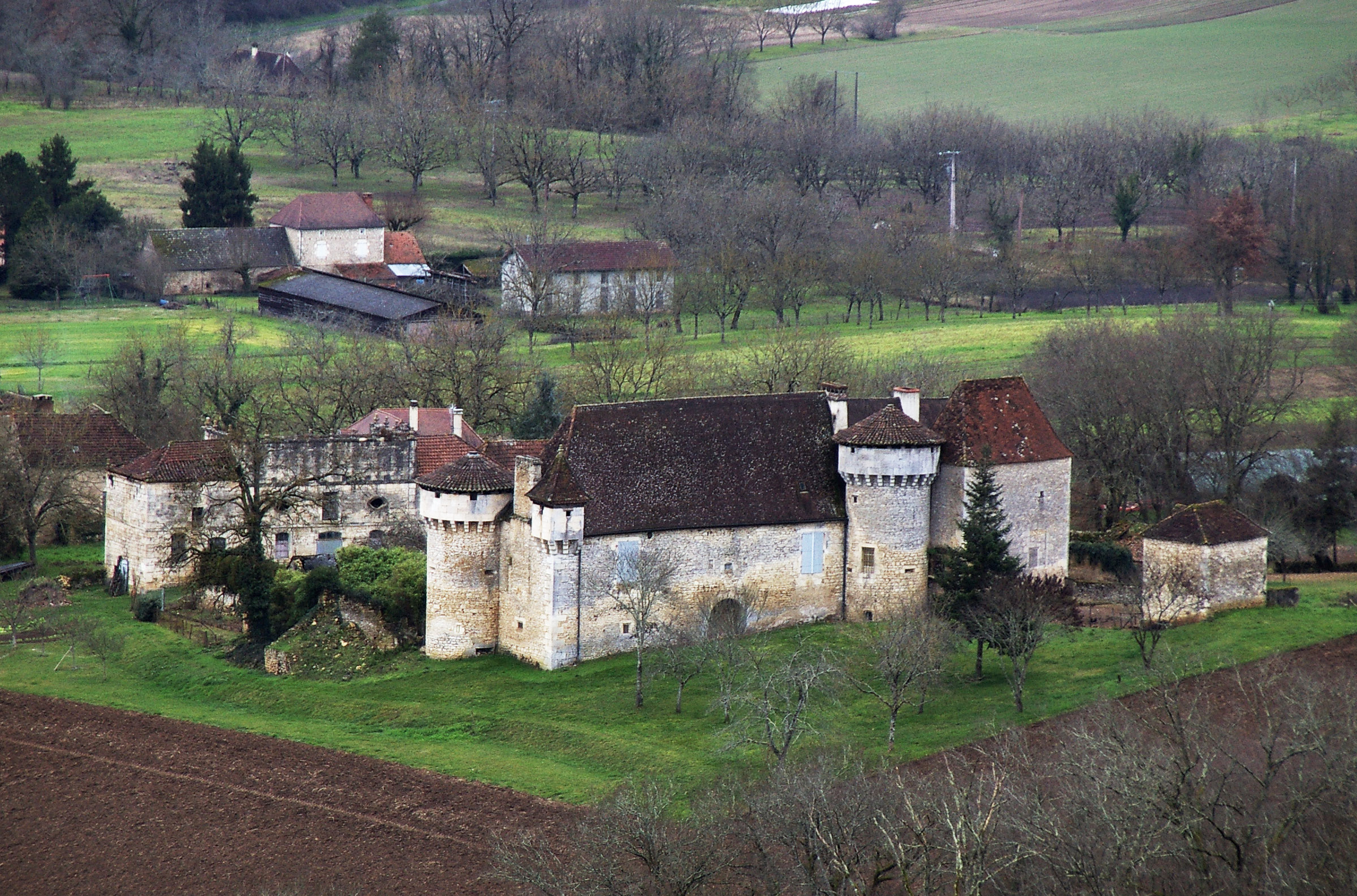
Château du Saulou

## Sehenswürdigkeiten
- Das Manoir de la Fond Haute ist ursprünglich ein Bau des 16. Jahrhunderts, der jedoch im ausgehenden 19. Jahrhundert umfassend überarbeitet wurde. Der Herrensitz befindet sich in Privatbesitz, wurde aber dennoch im Jahr 1977 als Monument historique[2] anerkannt.
- Das Château du Saulou ist eine mittelalterlich wirkende Anlage, deren heutiges Aussehen jedoch weitgehend auf das 16. bis 18. Jahrhundert zurückgeht. Das ländliche Ensemble befindet sich in Privatbesitz, wurde aber dennoch im Jahr 1996 als Monument historique[3] anerkannt.
- Das Château Raysse stammt weitgehend aus dem ausgehenden 17. Jahrhundert. Es dient heute als Veranstaltungshotel.
- Die Kirche des Ortes ist ein Bau des 19. Jahrhunderts.

## Partnergemeinde
- Saasenheim im Département Bas-Rhin (seit 1998)